# کوه‌های استان فارس
از مهم‌ترین کوه‌های استان فارس می‌توان به کوه بل اقلید با ۳۹۴۳ متر ارتفاع، کوه جروق، قله چاه برفی منطقه ارژن با۳۹۲۰متر ارتفاع،
کوه برم فیروز با ۳۷۲۰ متر، سلسله جبال کوه خم (قله دال‌نشین) با ۳۲۷۲ متر ارتفاع، این قله در شهرستان‌های ارسنجان و بختگان واقع شده‌است و در مجاورت روستاهای جزین (بختگان) و اسلام‌آباد (ارسنجان) می‌باشد کوه سپیدار با ۳۲۰۰ متر ارتفاع، کوه نار در دشمن زیاری ممسنی با ۳۱۶۷ متر، کوه رنج با ۳۷۰۸ متر، قله آق داغ قرخلو با ۳۱۲۰متر ارتفاع، کوه دراک با ۲۹۰۰ متر، کوه گر کامفیروز با ۳۱۰۹ متر ارتفاع، خرمن کوه با ۳۱۸۳ ارتفاع، کوه موسی خانی صفاشهر با ۳۳۳۴ متر ارتفاع، کوه تودج با ۳۱۵۰ متر ارتفاع، کوه ختابان بوانات با ۳۴۸۲ متر ارتفاع کوه سراِسپید بوانات با ۳۱۰۰ متر ارتفاع، کوه خالشت بوانات با ۲۹۵۰ متر، کوه (قلات ارسنجان) با ۲۸۸۵متر ارتفاع، کوه رزک با ۲۸۶۰ متر، کوه نمک فسا با ۲۸۴۶ متر، گرم جهرم با ۲۷۶۱ متر، البرزکوه جهرم با ۲۶۶۳ متر، کوه قلات بوانات با ۲۵۵۰ ارتفاع، کوه کهدان با ۲۵۰۰ متر و کوه قند یله با ۲۳۵۰ ارتفاع اشاره نمود کوه قلات ساردو در شکرویه داراب با ۳۱۰۰متر ارتفاع/ کوه دلو با ارتفاع ۳۲۰۰متر در جنوب شیراز در منطقه سیاخ دارنگون

## کوه سفید
این کوه مطابق با جهت عمومی زاگرس از شمال غربی به جنوب شرقی کشیده شده و با ۴۰۵۰ متر ارتفاع، بلندترین نقطهٔ شهرستان خرم‌بید است که در شمال شرقی استان فارس قرار دارد.

## کوه خم (دال‌نشین)
کوه خُم جزء شهرستان بختگان وارسنجان در نزدیکی روستای اسلام‌آباد ارسنجان و روستای جزین بختگان واقع شده و از بلندترین کوه‌های استان فارس به‌شمار می‌رود. بلندترین قله آن دال‌نشین با ارتفاع ۳۲۷۲ متر است و به دلیل این‌که این قله زیستگاه پرنده‌ای به نام دال (پرنده.د این کوه دارای طبیعتی بکر و بسیار زیبا با پوشش گیاهی و جانوری بسیار متنوع می‌باشد و یکی از مناطق محافظت شده‌استان فارس است که توسط سازمان محیط زیست از آن حفاظت می‌شود. قابل ذکر است که کوه خم جز شهرستان سرچهان می‌باشد. در دامنه کوه خم تفرجگاه‌های دلنشین وزیبای "تنگ جزین "،"چاه دوگوش"و"چشمه رونی"است. درمجاورت کوه خم، تفرجگاه وجنگل زیبای خالص و روشنکوه وجود دارد میان کوه آباده و"دهانه چهارراه"می‌باشد.

## کوه سپیدار (سفیدار)
این رشته کوه بزرگ و زیبا در مرکز استان فارس قرار دارد و از فرمشکان کوار شروع شده تا تادوان جهرم کشیده می‌شود بلندترین قله آن به نام پراسپید ۳۲۰۰ متر ارتفاع دارد و در جنوب فرمشکان واقع شده‌است که از اواسط پاییز تا اواخر بهار پوشیده از برف است تنوع جنگلی در کوه سپیدار آنقدر زیاد است که آن را به عروس کوه‌های فارس مشهور کرده‌است.

## کوه گر
این کوه در شمال شهرستان مرودشت قرار گرفته و ۳۱۰۹ متر ارتفاع دارد. جهت عمومی کوه‌های این شهرستان نیز مطابق با جهت عمومی زاگرس (شمال غربی- جنوب شرقی) می‌باشد.

## خرمن کوه
این کوه در شمال شهر فسا قرار دارد و مرتفع‌ترین نقطه این شهرستان محسوب می‌شود. ارتفاع قله آن در حدود ۳۱۸۳ متر بالاتر از سطح دریا است.

## کوه تودج
این کوه از تنگ کرم فسا آغاز می‌شود و در جهت شمال غربی و جنوب شرقی امتداد می‌یابد. بلندترین قله آن با ۳۱۵۰ متر ارتفاع در شمال شرقی استهبان واقع شده‌است. کوه خرمن کوه و تودج در تمام زمسان و گاه با اوایل تابستان پوشیده از برف است. ح

## کوه ختابون بوانات
این کوه در شش کیلومتری جنوب و جنوب باختری بوانات قرار گرفته و ۳۴۸۲ متر ارتفاع دارد. این کوه در دو قسمت ختابان خاوری و ختابان باختری قرار دارد و رودخانه‌های سرمیدان و بوانات از این کوه سرچشمه می‌گیرند.

## کوه قلات بوانات
این کوه در در ۱۵ کیلومتری شمال باختری سوریان قرار دارد و ارتفاع آن ۲۵۵۰ متر می‌باشد. این کوه به صورت رشته باریک و طویلی از شمال باختری به جنوب خاوری کشیده شده و دره بوانات را از حوضه آبریز کویر ابرکوه جدا می‌سازد.

## کوه قند یله
این کوه در دو کیلومتری خاور سوریان قرار گرفته و دره‌ها و گردنه‌های معروفی در این کوه وجود دارد. کوه قندیله ۲۳۵۰ متر ارتفاع دارد و از طرف باختر به رشته کوه قلات متصل است.

## کوه قلات شیراز
این کوه در بیست کیلومتری شمال باختری شیراز و در موقعیت جغرافیایی E591912 و N294834 دارای چشمه ساران و سه آبشار است. بلندی کوه قلات ۲۹۹۰ متر و دارای ساختار چینه‌ای می‌باشد هم چنین این کوه تا شهرک گلستان شیراز هم ادامه دارد و با رسیدن به دریاچه مور قلات در نزدیکی شهرک گلستان کوه اتمام می‌یابد در بالای این کوه مکان‌های دیدنی زیبایی دارد که نام آن‌ها بر اساس نام محلیست مانند مخروبه قلعه قزل ارسلان، پس قلعه، دم بید، اوآربیزک (آب اربیزک)، اشکفت (شکافت) گیلی، ره کتمباسی (چشمه طهماسبی) وبسیار مکان‌های دیدنی زیبا که مورد علاقه کوهنوردان واقع شده‌است.